# Albissola Marina

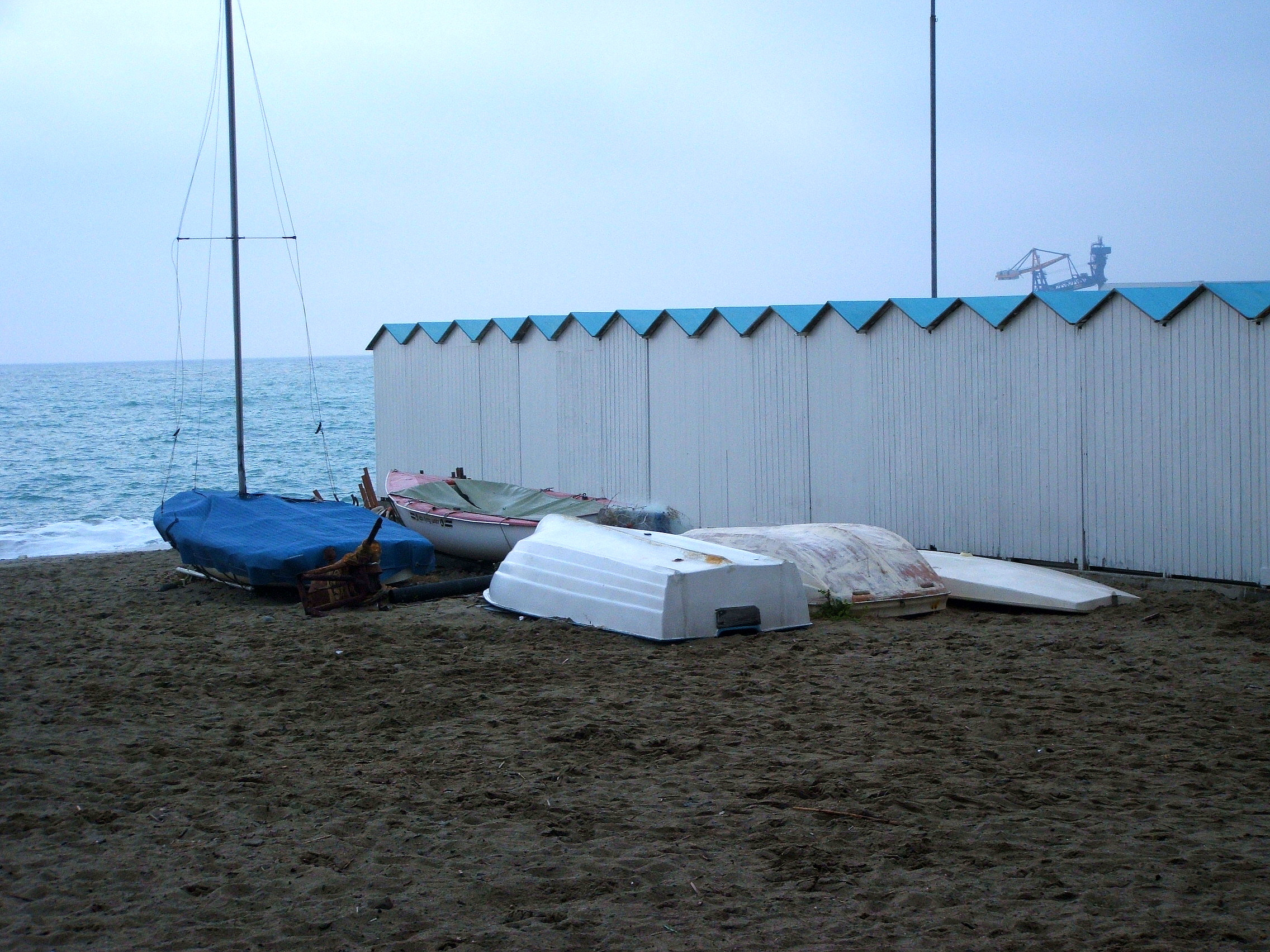
De haven

Albissola Marina is een gemeente in de Italiaanse provincie Savona (regio Ligurië) en telt 5674 inwoners (31-12-2004). De oppervlakte bedraagt 3,2 km², de bevolkingsdichtheid is 1878 inwoners per km².
De plaats werd zwaar beschadigd in een aardbeving in 1887.

## Demografie
Albissola Marina telt ongeveer 2808 huishoudens. Het aantal inwoners daalde in de periode 1991-2001 met 5,4% volgens cijfers uit de tienjaarlijkse volkstellingen van ISTAT.
| Jaar | Inwoneraantal |
| ---- | ------------- |
| 1991 | 5945          |
| 2001 | 5623          |

## Geografie
De gemeente ligt op ongeveer 3 m boven zeeniveau.
Albissola Marina grenst aan de volgende gemeenten: Albisola Superiore, Savona.